# Predikan
Predikan (latin praedicare ’utropa’) eller förkunnelse är de tal och anföranden som religiösa lärare håller för att utlägga innehållet i sin tro och vinna anslutning till denna, samt uppmuntra till ett liv i enlighet med den.

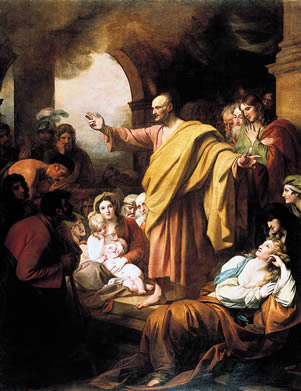
Petrus predikar vid pingst, av Benjamin West.

## Predikan inom kristendomen
Enligt Bibeln (Jesaja 61:1) ”offentligen vittna om Herrens gärningar”. Predikan ingår ofta i gudstjänsten, men kan i princip ske var som helst, till exempel på gator och torg.
I akademiskt språkbruk är homiletik läran om predikokonst.
Predikans plats i den kristna gudstjänsten är ett arv från synagogan, där textläsningen följdes av utläggning. I kristendomen uppfattades predikan som det skapande och frälsande gudomliga tilltalet (t.ex. i Kol. 1:16-23).
Den urkristna predikan kan man följa i Apostlagärningarna, evangeliernas tillkomst har samband därmed. Under 300-talet anknöt man till antik retorik, t.ex. Gregorius av Nazianzos (död ca 390). Fornkyrkan främste förkunnare anses vara Johannes Chrysostomus (död 407) och Augustinus (död 430). 
Under medeltiden upphörde predikan att vara en fast beståndsdel i mässan. Homiletiska metodläror och hjälpmedel stödde tiggarordnarnas folkliga predikan, som dock förlorade kontakten med bibeltexten. Den folkliga predikan i kyrkan under medeltiden var alltid på folkets språk, inte latin, som var liturgins språk, lika över hela världen.
Genom reformationen förnyades predikan. Den reformerta huvudgudstjänsten blev en ren predikogudstjänst. I den lutherska kyrkorna återinsattes predikan i mässan och blev ett av dess centrala moment. Luther och i Sverige Olavus Petri bidrog själva till dess förnyelse genom bibelöversättningar och postillor. Melanchthon och den lutherska ortodoxin återanknöt till de medeltida predikometoderna och indirekt till antik retorik. Predikan blev strikt uppbyggd, ofta med ett tema, behandlat i logiska delar, och fick undervisande karaktär.
Pietismen och andra väckelserörelser har i hög grad byggt på detta arv, så t.ex. den schartauanska predikotypen. Väckelserörelsen har dock ofta odlat en enkel, folklig förkunnelse som stått det personliga vittnesbördet nära.
Inom den romersk-katolska kyrkan har predikan inom mässan upplevt en renässans i nutiden. Predikans klassiska huvudtyper är homilia (grekiska: samtal), textutläggande predikan och tematisk sådan, ordnad med underavdelningar under ett tema.

## Predikan inom islam
Fredagen är för muslimerna dagen för kollektiv dyrkan och för den obligatoriska samlingsbönen som har en speciell religiös och social betydelse för muslimen. Bönen föregås av en predikan av imamen, som leder bönen, och den är en del av dyrkandet. Fredagspredikningarna är ett medel att undervisa muslimerna i deras skyldigheter och förpliktelser, att hålla dem à jour med aktuella frågor och att stärka de religiösa banden mellan de troende. En predikan kan även ta upp aktuella frågor, muslimers problem (lokala eller universella), kommentarer eller förklaringar av delar ur Koranen eller religiösa bruk.

## Predikan inom buddhism och hinduism
Buddha predikade för första gången sin lära för de fem munkar som tidigare följt honom under hans asketiska period. Buddha berättade om sina upplevelser och tankar. Denna första predikan brukar kallas för Dharmachakra eller benarespredikan.